# فرج (الرياض)
قرية فرج هي إحدى القرى التابعة لمركز الرياض في محافظة كفر الشيخ في جمهورية مصر العربية. حسب إحصاءات سنة 2006، بلغ إجمالي السكان في فرج 4095 نسمة، منهم 2084 رجل و2011 امرأة.